# Sanofi
Sanofi S.A. je francuska multinacionalna farmaceutska kompanija sa sedištem u Parizu, Francuska. Sanofi se bavi istraživanjem i razvojem, proizvodnjom i prodajom farmaceutskih proizvoda. Primarna aktivnost su lekovi na recept, mada se firma takođe bavi generičkim lekovima. Kompanija pokriva 7 glavnih terapeutskih oblasti: kardiovaskularna, centralni nervni sistem, dijabetes, interna medicina, onkologija, tromboza i vakcine. Sanofi je najveći svetski proizvođač vakcina posredstvom podružnice Sanofi Paster. Sanofi je puni član Evropske federacije farmaceutske industrije i asocijacija (EFPIA). Kompanija je formirana kao Sanofi-Aventis 2004 spajanjem Aventisa i Sanofi-Sintelaba. Ime je promenjeno u Sanofi maja 2011.
Januara 2012 Sanofi je objavio da će da investira $125 miliona u onkološki istraživački program.

## Spoljašnje veze
Медији везани за чланак Sanofi на Викимедијиној остави

- Aventis fondacija
- BIO IT